# Algirdas Pocius
Algirdas Pocius (*   28. August 1930 in Ketūnai, Rajongemeinde Mažeikiai; † 14. August 2021 in Vilnius) war ein litauischer Politiker und Autor, Schriftsteller und Journalist.

## Leben
Er lernte in Seda. Von 1950 bis 1952  studierte er in der Abteilung für litauische Sprache und Literatur am Lehrerinstitut in Klaipėda. Ab 1952 arbeitete er bei Klaipėdos radijo komitetas als Redakteur, Korrespondent, ab 1954 als Radio-Korrespondent in Šiauliai, ab 1955 in Vilnius, ab 1956 im Magazin „Švyturys“. Von 1992 bis 1996 war er Mitglied im Seimas.
Ab 1960 war er Mitglied der KPdSU, ab 1990 der LDDP.

## Auszeichnungen
- 1967: Žemaitė-Literaturpreis
- 1982: Staatspreis von Sowjetlitauen
- 1985: Juozas-Paukštelis-Preis